# 1125 Кина
1125 Кина је астероид главног астероидног појаса са средњом удаљеношћу од Сунца која износи 3,129 астрономских јединица (АЈ).
Апсолутна магнитуда астероида је 11,2 а геометријски албедо 0,156.